# Treffen bei Pfäffikon
Etzel · Pfäffikon · Grüningen I · Freienbach · Blickensdorf · Hirzel · Bremgarten · Regensberg · Grüningen II · St. Jakob an der Sihl · Greifensee · St. Jakob an der Birs · Erlenbach I · Koblach · Sargans · Wil · Kirchberg · Wolfhalden · Obertoggenburg · Wigoltingen · Erlenbach II · Männedorf · Wollerau · Ragaz
Das Treffen bei Pfäffikon war ein militärischer Konflikt, der am 5. November 1440 im Verlaufe des Alten Zürichkriegs im heutigen Kanton Schwyz ausgetragen wurde. Die Gegner waren auf der einen Seite Truppen der eidgenössischen Orte und deren Verbündeter, auf der anderen Seite Truppen der Reichsstadt Zürich. Durch dieses und die darauffolgenden Ereignisse kam der Krieg erstmals grossflächiger zum Ausbruch und Zürich geriet dadurch vollends in die Defensive, so dass es sich den für Zürich ungünstigen Friedensbedingungen des Kilchberger Friedens am 18. November 1440 fügen musste.

## Vorgeschichte
Ohne erfolgte Kriegserklärung zog am 24. Oktober 1440 ein Heer von Schwyz und Glarus zur Eroberung des Sarganserlandes für den mit ihnen im Landrecht stehenden Grafen Heinrich II. von Werdenberg-Sargans und vertrieb die dortige Zürcher Besatzung bis zum 28. Oktober. An diesem Tag entschied man in der Reichsstadt Bern, im Kriegsfall Schwyz zu unterstützen, sah aber von einer Kriegserklärung vorerst noch ab. Am Tag darauf zog das 800 Mann starke Aufgebot von Sargans nach Walenstadt, wo man drei Tage verweilte. Ab dem 27. Oktober besammelten sich die Hauptkontingente der beiden Orte auf dem Etzel, um die Reaktion der Zürcher auf diese militärische Aktion abzuwarten. Diese mahnten ihren mit ihnen verburgrechteten Einflussbereich, die Stadt Chur, den Churer Bischof Konrad von Rechberg sowie die Gemeinden zu Bergün, Schams, Steins und Domleschg und liessen Mannschaften aus Grüningen und Greifensee von etwa 600 Mann die in der Nähe der Grenzen liegenden Orte Rüti und Bubikon besetzen, die Grafschaft Kyburg wurde mit 1200 Mann im Städtchen Elgg gesichert. Auch die Burg in Pfäffikon (nominell Rudolf III. von Hohensax, dem Abt von Einsiedeln zugehörig, der noch am 3. Februar 1439 sein auf Lebenszeit geschlossenes Burgrecht mit Zürich erneuerte) war gut bewehrt. Auf einen Auszug des Stadtzürcher Aufgebots wurde dagegen vorerst verzichtet, da man offenbar beiden Seiten Zeit für Vermittlungsversuche lassen wollte.
Am 1. Dezember zog das in Walenstadt liegende Kontingent unter Mitnahme der dort geraubten grossen Zürcher Büchse nach Lachen, wo sie auf die Gesandtschaften der Eidgenossen, des Basler Konzils und der befreundeten Städte trafen. Die Verhandlungen erstreckten sich vom 31. Oktober bis zum 2. November. Gegenpapst Felix V. sandte einen Bischof und zwei Ritter, auch die bis dato noch unbeteiligten eidgenössischen Orte Luzern, Uri, Unterwalden, Zug, Bern sowie Solothurn, die teilweise ja schon entschieden hatten, im Kriegsfall Schwyz und Glarus zu unterstützen, sandten ihre Delegationen zu den Verhandlungen und plädierten mehrheitlich für den Erhalt des Friedens. Aufgrund der gestärkten Position der Schwyzer, die sich zu dem Zeitpunkt offenbar bereits für den Krieg entschieden hatten, stellten diese an Zürich sehr harte Forderungen: 30.000 Rheinische Gulden Entschädigung sowie den vollständigen Verzicht auf alle Ansprüche im Sarganserland, im Gaster und in der Grafschaft Uznach. Ausserdem sollte die Burg Gräpplang in Flums bis zur Lösung durch den Churer Bischof offengehalten werden, die in Walenstadt eroberte grosse Büchse abgetreten und das Handelsembargo aufgehoben werden. Die Zürcher Führung lehnte diese für sie unannehmbaren Forderungen verständlicherweise ab.

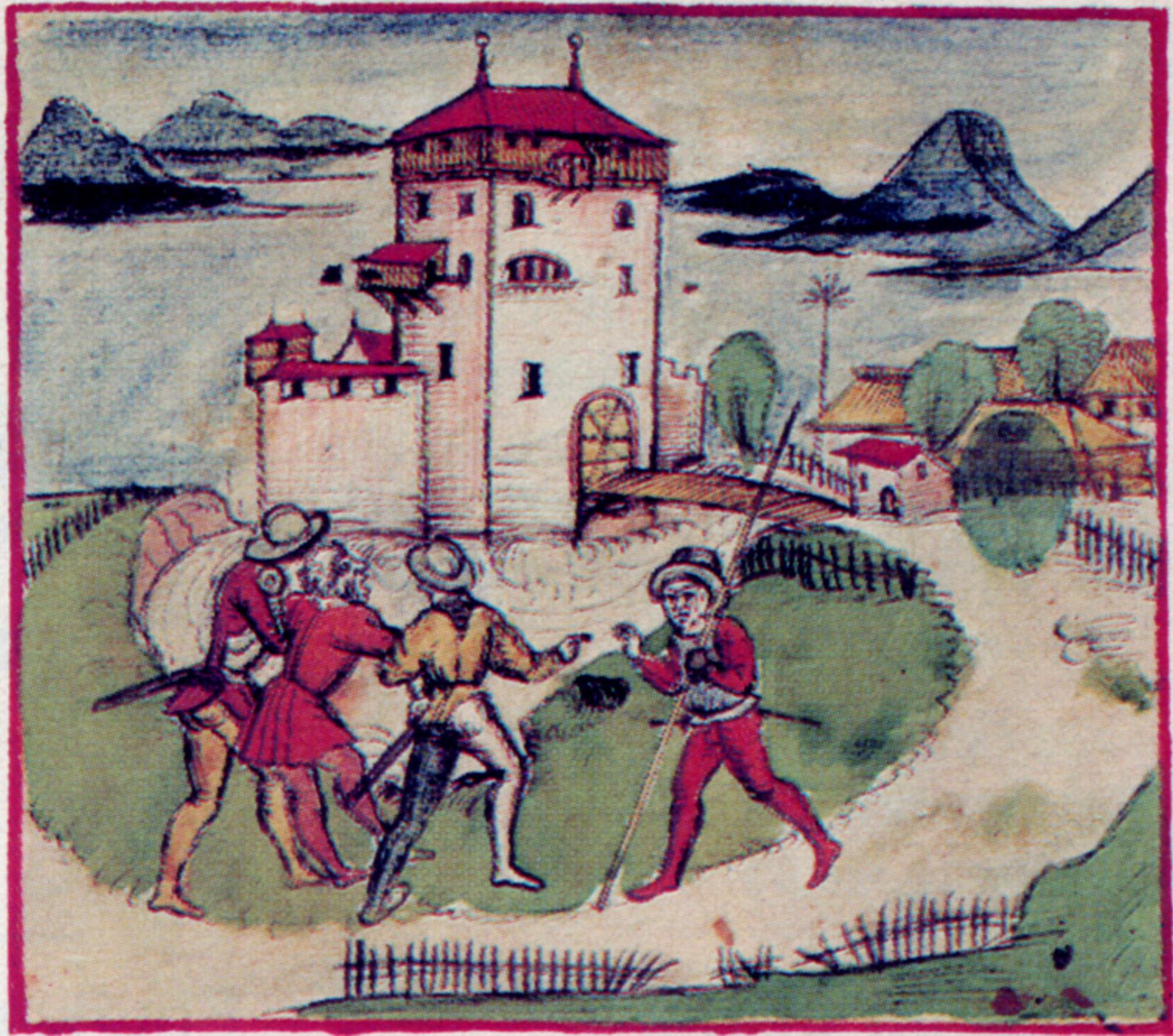
Zürcher Truppen ergreifen 1440 bei Pfäffikon den Boten von Gersau, in der Eidgenössischen Chronik.

Am Mittwoch, den 2. November sandten Schwyz und Glarus nach den erfolglosen Vermittlungsbemühungen der Stadt Zürich ihre Kriegserklärungen. Weitere Kriegserklärungen kamen an diesem Tag vom luzernischen Weggis und der seit 1433 reichsfreien Republik Gersau und – als erste Unterstützung durch Bern, das diesen Schritt vorerst vermied – vom Saanenland (nominell der Grafschaft Greyerz zugehörig) und Frutigen. Bereits in den letzten Oktobertagen hatten sich 74 Mann aus Saanen unter ihrem Banner, 20 aus Gersau und einige Weggiser und freiwillige Nidwaldner den Schwyzern angeschlossen. Schwyz mahnte umgehend den mit ihnen im Landrecht stehenden Verbündeten Petermann von Raron, seit 1437 Herr des Toggenburgs, sowie die Stadt Wil (nominell der Fürstabtei St. Gallen zugehörig), gegen Zürich vorzugehen. Zudem wurden auch die Landleute vom Gaster und von Uznach informiert, «dass der Krieg offen wäre». Der zürcherische Hauptmann Oberhofer in der Burg in Pfäffikon erfuhr noch am gleichen Tag von der schwyzerisch-glarnerischen Kriegserklärung und liess sturmläuten, worauf sich das Zürcher Landvolk aus den Dörfern am Albis dorthin in Bewegung setzte.

## Verlauf
In der Nacht auf Donnerstag, den 3. November zog das Hauptheer der Zürcher, das von Bürgermeister Rudolf Stüssi befehligt wurde, unter ihrem Banner aus und fuhr mit 40 Schiffen über den Zürichsee nach Pfäffikon, wo sie ihr Lager aufschlugen. Stüssi berief von dort aus die Mannschaften aus dem Knonaueramt an sich. Der Bote Kuoni Möderli, der die Kriegserklärungen an Stüssi brachte, wurde misshandelt. Gleichentags erhielt Zürich auch die Kriegserklärungen der Stadt Wil und von Petermann von Raron. Zu diesem Zeitpunkt erschienen die etwa 1000 Mann starken Aufgebote von Uri und Unterwalden, die sich bis zu dem Zeitpunkt vermittelnd gezeigt hatten und bislang sogar unsicher waren, welche Seite sie überhaupt unterstützen wollten, bei der Teufelsbrücke über die Sihl und versuchten, auf Schwyz und Glarus mässigend einzuwirken.
Die Kriegshandlungen wurden von Schwyz und Glarus mit Verweis auf die bereits erfolgte Kriegserklärung dennoch am Freitag, 4. November morgens mit etwa 2000 Mann von Süden her eröffnet. Das von den Landammännern Ital Reding und Jost Tschudi befehligte Heer zog über die Enzenau, wo die Truppen eingeschworen wurden, auf den sog. Moosboden, die Ebene vor Pfäffikon, wo das Lager aufgeschlagen wurde. Von dort aus wurde zur Versorgung der Truppen die Umgebung der Höfe nach Vieh, Lebensmittel und Hausrat geplündert. Als Reaktion auf die gegnerischen Truppenbewegungen entschied Stüssi, das gut bewehrte inzwischen 6000 Mann starke Heer, das über eine ansehnliche Menge an Geschützen verfügte, aus Pfäffikon herauszuführen und südlich des Dorfes zur Verteidigung aufzustellen. Am Abend dieses Tages lagen sich die beiden Heere gegenüber, ohne dass es zu Kampfhandlungen kam. Doch kam man sich teilweise dennoch so nahe, dass gegenseitig Provokationen ausgetauscht wurden.
Petermann von Raron brach am gleichen Tag mit einem Heer aus 1600 Mann aus Wil und dem Toggenburg von Osten her auf, um gegen die Grafschaft Kyburg vorzugehen. In seiner Begleitung befand sich der bekannte Ritter Beringer VIII. von Landenberg-Greifensee (sog. Bös-Beringer), der von Zürich abgefallen war. Zudem sammelten sich im Südosten bei Eschenbach und St. Gallenkappel die Uznacher und Gastermer Truppen, zu denen 400 Mann unter Graf Heinrich von Werdenberg-Sargans stiessen.
In dieser Situation sandten Uri und Unterwalden – die kurzzeitig sogar damit drohten, aufgrund der Eigenmächtigkeit von Schwyz und Glarus auf die Gegenseite zu wechseln – nach längeren Diskussionen und einigen internen Streitigkeiten schliesslich ihre Kriegserklärungen an die in Pfäffikon lagernden Zürcher und setzten ihre Truppen vom Etzel aus zum schwyzerisch-glarnerischen Lager in Bewegung. Dies stellte für Stüssi, dem die Uneinigkeit der beiden Orte schon bewusst war, offenbar dennoch eine grosse Überraschung dar. Die Zürcher antworteten noch am selben Tag in der Nacht, die Absage befremde sie, man habe nie gegen eine Mahnung der Eidgenossen gehandelt und dementierte ausserdem Gerüchte, dass sie den Schwyzern Wein weggenommen hätten. Man hoffte, dass die beiden Orte ihre Kriegserklärungen zurücknehmen würden. Nachts wurde von einem Seitendetachement der zum Krieg entschlossenen Gegner zur Sicherung deren Flanke ein Streifzug nach Schindellegi unternommen, wo die Brücke über die Sihl zerstört und einige Häuser angezündet wurden, auch an der Sihlegg (Gemeinde Wollerau) entstand einiger Schaden. Der Plan der Schwyzer und Glarner stand fest, am Folgetag gegen den Gegner vorzurücken.

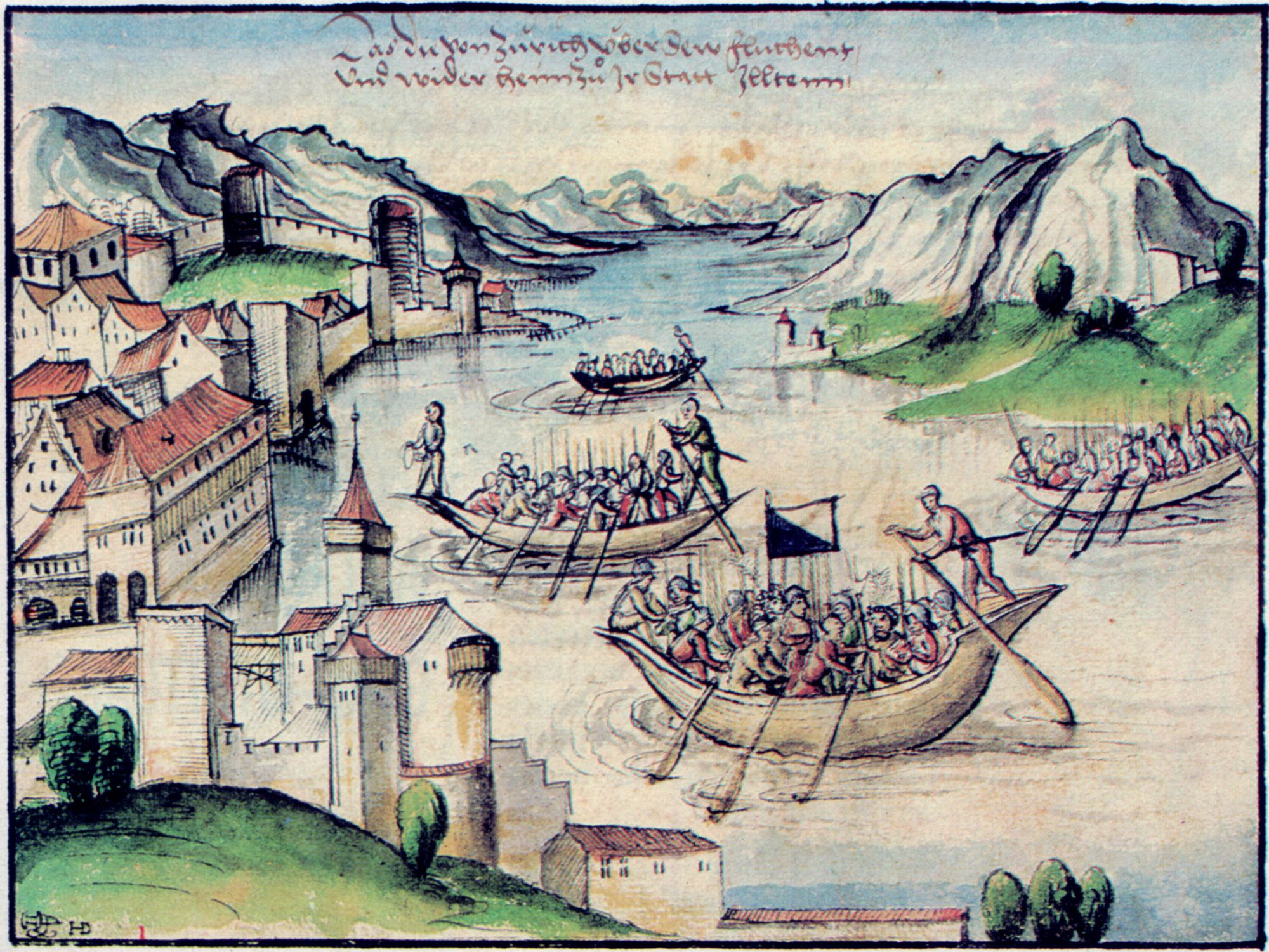
Rückzugs der Zürcher über den See im November 1440, in der Eidgenössischen Chronik.

In der Nacht auf Samstag verschifften die Zürcher die Büchsen und das schwere Kriegsgerät heimlich nach Zürich zurück. Bei Tagesanbruch zog sich das eigentlich überlegene Heer ungeordnet – zur völligen Überraschung ihrer Gegner – zu den mittlerweile 52 Zürcher Schiffen zurück, was einer regelrechten Flucht glich. Daraufhin fuhren die Zürcher nach Uerikon (Gemeinde Stäfa), um über die weitere Vorgehensweise zu beraten. Dort war man sich allerdings uneins; ein Teil der Truppen schien sich für den überstürzten Rückzug zu schämen und votierte für das Verbleiben, der grössere Teil stimmte dagegen für einen sofortigen Rückzug nach Zürich, welcher daraufhin ebenso ungeordnet und fluchtartig vorgenommen wurde.
Durch den überstürzten Rückzug war das Gebiet der Höfe weitgehend entblösst; auch eine Abteilung von 500 Zürchern aus der Seegegend, die in Wollerau stationiert waren und dem Gegner in den Rücken fallen sollte, wandten sich zur Flucht. Die Schwyzer und Glarner zogen daraufhin in Pfäffikon ein, wo der sich zuvor in Rapperswil befindliche Einsiedler Abt Rudolf und die Dorfbevölkerung um Frieden baten und den Schwyzern huldigten. Dadurch wurde das Dorf von einer Besatzung verschont, doch zogen daraufhin die Urner und Unterwaldner Kontingente dort ein, um die Ordnung aufrechtzuerhalten. Auch Wollerau und Freienbach huldigten den Schwyzern. Das Rapperswil gegenüber liegende Dorf Hurden wurde mit 200 Mann besetzt, welche mit vier Schiffen über den See fuhren und die Umgebung von Rapperswil plünderten und schädigten. Die bei St. Gallenkappel stationierten Uznacher und Gastermer führten ihrerseits nachts einen Angriff gegen Wald durch, bei dem geplündert wurde und ihnen 110 Stück Vieh in die Hände fiel. Sie zogen sich daraufhin wieder in ihre Ausgangsstellungen zurück.
Noch am 5. November folgte auch die Kriegserklärung von Luzern, was Zürich weiter in die Defensive drängte, so dass die Zürcher Landschaft sich der nun von verschiedenen Seiten folgenden Invasion nur schwer erwehren konnte.

## Invasion der Zürcher Landschaft

### Westlicher Kriegsschauplatz
Am Sonntag, 6. November kam das über Schwyz und Einsiedeln marschierende 1200 Mann starke Luzerner Heer in Freienbach an, wo das Nachtlager bezogen wurde. Inzwischen wurde Richterswil von Schwyz und Glarus besetzt, wo diese ein Schreiben von Hugo XIV. von Montfort, Ordensmeister des Johanniterordens in den deutschen Gebieten, mit der Bitte erhielten, Richterswil und Wädenswil mögen als Angehörige des Ordens verschont werden. Daraufhin wurden die beiden Gemeinden zur Neutralität verpflichtet und die sich dort befindlichen Zürcher nach Hause geschickt. Stadt und Amt Zug erklärte nun Zürich ebenfalls den Krieg und verlangte von Schwyz und Glarus militärische Verstärkung, um gegen das Knonaueramt vorzugehen, welche darauf mit einer nächtlichen Entsendung von 400 Kriegern nach Zug reagierten.
Am Montag, 7. November brach das schwyzerisch-glarnerische Heer nach Horgen auf, welches – offenbar entgegen dem Willen der beiden Landammänner Reding und Tschudi – in Brand gesteckt und das Feuer darauf folgend auch wieder gelöscht wurde. Der Zug, bei dem zwar geplündert wurde aber keine Kampfhandlungen folgten, führte weiter über Thalwil nach Kilchberg. Die Kontingente von Luzern, Uri und Unterwalden zogen nach und bezogen in Rüschlikon und Thalwil Quartier. Gleichentags rückten die Zuger gegen das Knonaueramt vor, wo die Bevölkerung den Treueeid schwören musste und in Kappel am Albis das Nachtlager aufgeschlagen wurde.
Am Dienstag, 8. November brachen die Zuger auf und zogen unter Abstellung einiger Besatzungstruppen über den Albis, um ihre 400 Mann mit der Hauptmacht zu vereinen. Gleichentags rückten auch ein etwa 2000 Mann starkes Heer der Berner, die sich offiziell noch immer nicht im Kriegszustand mit Zürich befanden, über den Albis nach Adliswil vor, von wo aus mit den Innerschweizern Kontakt aufgenommen wurde. Ein zweites Berner Kontingent mit Berittenen und Geschützen rückte von Westen her an die Reuss.
Die eidgenössischen Heeresabteilungen in der Umgebung von Kilchberg, die durch die Vereinigung auf insgesamt 6600 Mann anwuchsen, blieben dort in ihren Stellungen, auf eine Belagerung der Stadt Zürich wurde verzichtet. Zürich wehrte zwischenzeitlich einen Weinraub der Uznacher und Gasterer ab, indem es mit einigen Schiffen die Beutemacher abfing, wobei drei Gegner getötet wurden, und die Beute darauf nach Zürich zurückbrachte. Daraufhin begannen Schiffe der Zürcher damit, die luzernischen Abteilungen bei Rüschlikon mit ihren Schiffen vom See aus zu beschiessen. Nachdem diese mit Tarras- und Handbüchsen zurückschossen, zogen sich die Zürcher zurück. Sie kamen am folgenden Tag mit grösserem Geschütz zurück und begannen den Beschuss erneut. Die Luzerner drohten durch Zurufen nun damit, für jeden eingegangenen Schuss ein Haus anzünden zu wollen. Als bei den nächsten vier Schüssen auch vier Häuser in Flammen aufgingen, entschieden sich die Zürcher, den Beschuss aufzugeben, um die Eidgenossen nicht zu Gräueltaten zu verleiten und um nicht noch die eigenen Bauern der Seegegend gegen sich aufzubringen.
Zürich ersuchte bereits vor dem 9. November Bern, die Schlichtung des Streits zu übernehmen. Diese antworteten am 9. November reserviert, dass sie sich zwar um Frieden bemühen wollen, jedoch sicherlich eine günstigere Lösung zu erwarten gewesen sei, hätte sich Zürich in den vorangegangenen Vermittlungsbemühungen aufgeschlossen gezeigt.

### Östlicher Kriegsschauplatz
Das von Petermann von Raron befehligte Heer wandte sich unterdessen zuerst gegen das im südlichen Thurgau gelegene Lommis, das dem im Zürcher Diensten stehenden Ulrich von Lommis gehörte (Hauptmann der Zürcher Truppen im Gefecht am Etzel im Vorjahr) und liess den dortigen Turm niederbrennen. Ulrich von Lommis reagierte darauf mit der Verlegung von 800 Mann in das Städtchen Elgg, die er jedoch bald auf Befehl Stüssis aus Sorge um die Bedrohung der Stadt Zürich wieder abziehen musste, so dass Petermann mit seinem Heer bald vor Elgg erschien und die Übergabe der Stadt und der dortigen Burg sowie die Huldigung der Bürger erzwang. Ab da wandte er sich gegen die gesamte Grafschaft Kyburg und überzog diese mit Brand und Plünderung, wobei bereits die Androhung von Gewalt auf fruchtbaren Boden fiel. Andelfingen, Ossingen, Pfäffikon ZH, Kloten, Bülach und andere Orte ergaben sich ihm und huldigten ihm. Dieser Feldzug brachte eine grosse Anzahl Kriegsgefangene für spätere Lösegeldsforderungen und bewog zahlreiche Adlige zum Abfall von Zürich, etwa die Ritter Albrecht von Landenberg (Wetzikon), Kaspar von Bonstetten (Uster) sowie Hertdegen und Friedrich von Hinwil (Greifenberg).
Während der Belagerung des zürcherischen Machtzentrums Kyburg, wobei die dortige Vorburg eingenommen wurde, wurde Petermann von Raron von den Schwyzern und Glarnern bei deren Belagerung von Grüningen um Zuzug gemahnt. Dabei beging er den Fehler, den Grossteil seiner Mannschaft mitzuführen und lediglich 200 Mann zurückzulassen. Als die Zürcher nun mit Macht plündernd ins Kyburger Amt zum Entsatz anrückten, gelang es 500 Mann mit einigen Berittenen unter Führung von Heinrich Schwend, nach Mitternacht Petermanns Verschanzungen vor Kyburg zu überfallen und 40 Toggenburger gefangen zu nehmen. Die übrigen nutzten die nächtliche Dunkelheit zur Flucht.

## Folgen
Trotz Zürichs Ersuchen erklärte nun auch Bern gemeinsam mit seinen verburgrechteten Adligen, unter ihnen Heinrich von Werdenberg-Sargans, schliesslich am 11. November Zürich den Krieg, doch bereits am 12. November wurden die Kampfhandlungen offiziell eingestellt und es folgten von den Reichsstädten Basel, Konstanz, Ulm, Ravensburg, Lindau, Überlingen und St. Gallen sowie von Hugo XIV. von Montfort und Johann von Hewen – dem Bruder von Heinrich von Hewen, dem Bischof von Konstanz – vermittelte Friedensverhandlungen, die am 18. November endeten; doch noch am Tag des Abschlusses beklagten die Zürcher, «der von Raron», die Wiler und Bös-Beringer läge nach wie vor auf ihrem Gebiet und schädige ihre Leute.
Der Friedensbedingungen waren folgende: Zürich musste seine Zufuhrsperre aufheben, das Burgrecht mit Sargans aufgeben, die Höfe Pfäffikon und Wollerau an Schwyz abtreten, die mit Zürich verburgrechtete Herrschaft Wädenswil neutralisieren und – ein zukunftweisender Grundsatzentscheid – jeden künftigen Streit bundesgemässem Recht unterstellen. Im Gegenzug sollte Zürich dafür seine Landschaft zurückerhalten. Die Zürcher hatten in dieser Situation keine Möglichkeit, sich dem Urteil zu widersetzen, fühlten sich aber durch diese Bedingungen «groblich und vast [sehr] geschadget». Der Kilchberger Friede wurde am 1. Dezember 1440 in Luzern verbrieft.
Da der Konflikt im Grunde ungelöst blieb, verband sich Zürich im Juni 1442 mit dem König Friedrich III. aus dem Hause Habsburg, wodurch der Krieg ab dem Mai 1443 endgültig zum Ausbruch kam und sich ab 1444 zum Reichskrieg – und damit zum Flächenbrand – entwickelte.